# Neilston
Cet article possède un paronyme, voir Neilson.
Neilston est un village de l'East Renfrewshire en Écosse. Il se trouve dans la vallée de Levern, à 3,2 km au sud-ouest de Barrhead, à 9,2 km au sud-sud-ouest de Renfrew et à 6,1 km au sud de Paisley, et enfin à la limite sud-ouest de la plus grande conurbation de Glasgow.